# That Was Then, This Is Now
That Was Then, This Is Now – szósty studyjny album amerykańskiego zespołu hip-hopowego Tha Dogg Pound. Został wydany 24 listopada 2009 roku nakładem wytwórni DPG Recordz i Gangsta Advisory Recordingz.

## Lista utworów
1. That Was Then This Now (Produced By Daz Dillinger & Soopafly)
2. Attitude Problem Feat. Swizz Beatz & Cassidy (Produced By Swizz Beatz)
3. Deepeegee (Produced By Soopafly)
4. Rollin 'n A Drop Top Feat. Snoop Dogg & A-Dubb (Produced By Soopafly)
5. Get $ Paid Feat. A- Dubb (Produced By Daz Dillinger & I.V. Co-Produced By Soopafly)
6. Get It Get It Feat. Roscoe (Produced By Daz Dillinger & I.V)
7. How Low Feat. Problem (Produced By Problem)
8. Insanity Feat. Soopafly (Produced By Dawaun Parker & Soopafly)
9. Money Fold'N Feat. Krayzie Bone (Produced By Daz Dillinger)
10. No'mo' Police Burtality (Produced By Lil Jon)
11. On & On (Produced By Daz Dillinger & Soopafly)
12. They Dont Want It Feat. Soopafly (Produced By Soopafly)
13. Tha Liquor Store (Produced By Daz Dillinger & I.V.)
14. U Gets Nuthin Feat. Los (Produced By Carlos (Los) Mcswain)
15. Cheat (Produced By Daz Dillinger & I.V. Co-Produced By Tekneek)
16. Westside Rydin (Produced By Fredwreck)
17. Yall Kno What Im Doin Feat. Turf Talk (Produced By Daz Dillinger & I.V)
18. Get My Drink On & My Smoke On (Produced By Daz Dillinger & I.V)
19. How Tha West Was Won (utwór dodatkowy)